# ناوشکن کلاس بگلی
ناوشکن کلاس بگلی (به انگلیسی: Bagley-class destroyer) یک کلاس از کشتی است که طول آن ۳۴۱ فوت ۸ اینچ (۱۰۴٫۱۴ متر) می‌باشد.